# Palazzo delle Albere
Palazzo delle Albere è una villa-fortezza del XVI secolo costruita a Trento dai principi vescovi Madruzzo.

## Descrizione
Il palazzo deve il proprio nome alla doppia fila di pioppi cipressini che, in passato, erano allineati lungo il viale che dalla città conduceva alla villa, attraverso il cosiddetto "arco dei tre portoni" posto all'ingresso del viale. Dalla presenza del viale si deduce che un tempo l'accesso principale era rivolto ad oriente. Ad oriente vi è il parco, ridotto rispetto alla superficie originaria poiché attraversato dalla ferrovia del Brennero ed in parte occupato dal cimitero monumentale di Trento. Tra la ferrovia ed il cimitero, ai lati dell'originario viale, vi sono inoltre i resti di due baluardi che si suppone abbiano avuto funzione di barchesse.
L'edificio ha una pianta quadrata, con quattro torri angolari quadrate di 6 m di lato e alte 20 m, e circondata da un fossato. La facciata orientale, inoltre, è caratterizzata da una doppia serliana.
Al centro del tetto era originariamente presente una piccola torre quadrangolare (come dimostrano alcuni antichi disegni), ormai andata distrutta. Anche molti degli affreschi presenti nel palazzo sono andati perduti. 
Al primo piano si trovava la Sala grande, ma poco o nulla resta dei dipinti che narravano la vita e le imprese di Carlo V, da notare invece le pitture raffiguranti i 12 mesi. Al secondo piano si sono invece conservati molti affreschi rinascimentali: paesaggi immaginari, con rovine e castelli. Altre pitture presenti nel palazzo rappresentano le sette Arti liberali: Grammatica, Logica, Retorica, Aritmetica, Musica, Geometria, Astronomia; le quattro Virtù cardinali: Prudenza, Giustizia, Fortezza e Temperanza; e le tre Virtù teologali: Fede, Speranza e Carità.
Leggenda popolare vuole che esistesse un lungo cunicolo sotterraneo che collegava la villa al duomo (la stessa leggenda parla anche di varie gallerie e cunicoli che si dipartivano dal Castello del Buonconsiglio e che permettevano ai principi vescovi di spostarsi senza esser visti).

## Storia

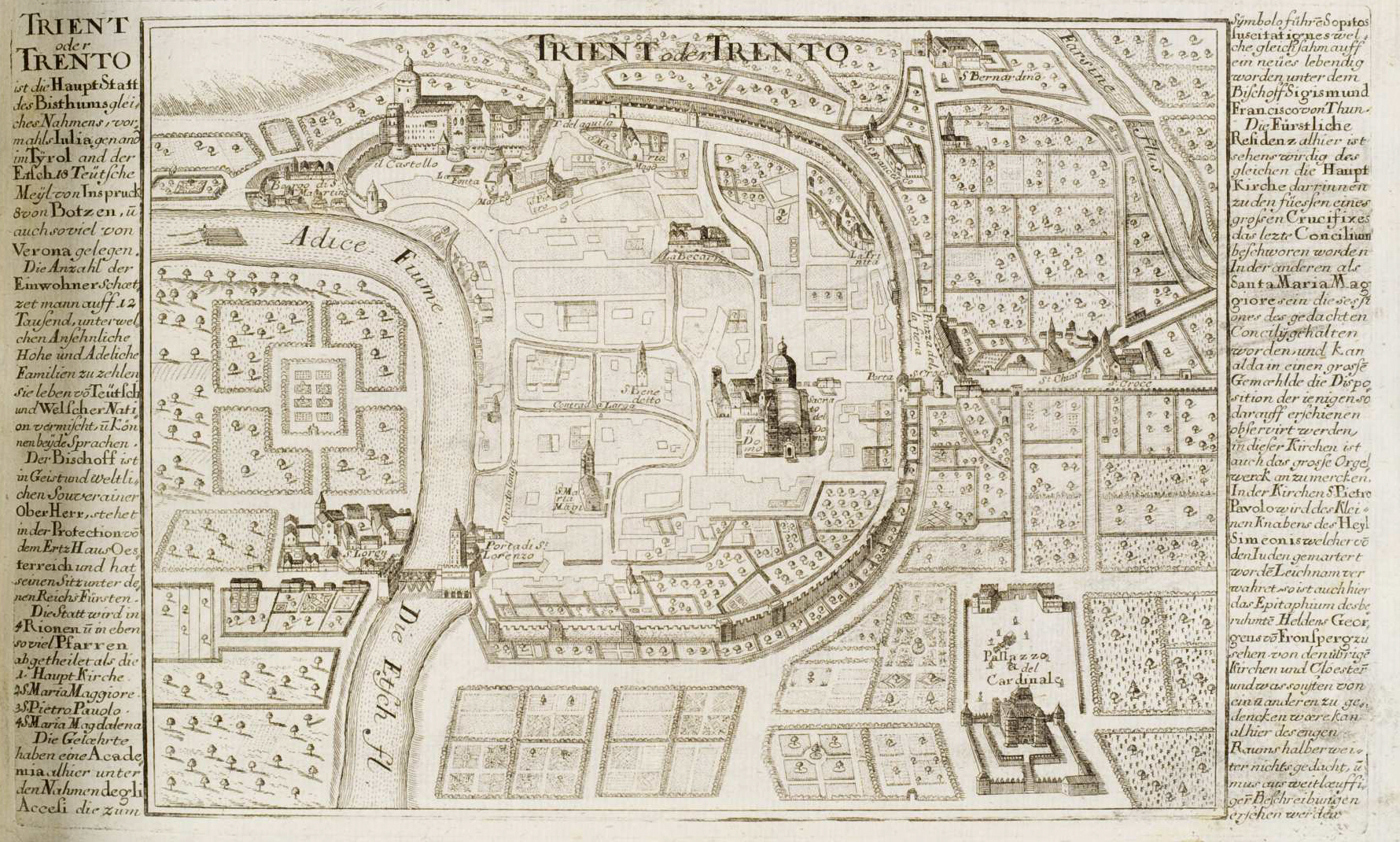
Pianta di Trento (1700 circa) con il Palazzo delle Albere in basso a destra

L'anno di costruzione della villa è incerto, e a tal proposito esistono due tesi: la prima colloca la costruzione nel 1530 su commissione di Giovanni Gaudenzio Madruzzo, padre di Cristoforo Madruzzo, come peraltro riportato dal cronista bresciano del XVII secolo Michelangelo Mariani, aggiungendo che essa avrebbe ospitato nel 1540 circa Carlo V; l'altra tesi, suffragata anche da notizie d'archivio rivelate nel 1910, colloca la costruzione intorno al 1550 su commissione di Cristoforo Madruzzo.
Il 7 giugno 1551 vi si tenne un pranzo in onore di Filippo II di Spagna (allora principe, figlio di Carlo V) accompagnato da Emanuele Filiberto I di Savoia ed altri nobili, giunti a Trento in occasione del Concilio.
Nel novembre del 1552 l'architetto Andrea Palladio fu invitato a Trento da Cristoforo Madruzzo per esaminare l'opera e consigliare migliorie (la cui influenza si ritrova nell'architettura della villa, assieme a quella di Sebastiano Serlio, tanto che tra il XVII e XVIII secolo era diffusa tra i cronisti l'attribuzione diretta dell'opera ai due architetti, oggigiorno generalmente non accettata).
Alla morte di Carlo Emanuele Madruzzo (1658) la villa passò nel patrimonio della Mensa vescovile, ma in breve andò in decadenza: fu demolita la cinta muraria e parte degli affreschi furono coperti o andarono distrutti. Nel giugno 1721 fu sede provvisoria trentina delle monache di sant'Orsola, che vi rimasero per un tempo imprecisato.
Nel settembre 1796, poco dopo l'occupazione di Trento da parte di Napoleone Bonaparte, la villa fu saccheggiata dai soldati francesi. Nel novembre dello stesso anno la città fu ripresa dagli austriaci, che usarono la villa come prigione ed ospedale. La notte di Natale dello stesso anno l'edificio prese fuoco e subì gravi danni a causa dell'incendio.
Messa all'asta nell'ottobre 1806, la villa ebbe un primo restauro nel 1833 per opera del vescovo di Trento Francesco Saverio Luschin. Durante i lavori il tetto fu completamente ricostruito, eliminando il torrino con belvedere che vi si trovava al centro. Nella seconda metà del XIX secolo l'edificio venne utilizzato come modesta dimora di contadini.
Fra il 1927 ed il 1933 la curia vescovile che lo aveva acquisito lo concesse in gestione alla vicina fabbrica di pneumatici della Michelin come alloggio per i suoi operai.
Nel 1951 vi fu un secondo restauro, poi ripreso nel 1970 con l'acquisizione della villa da parte della Provincia di Trento ed il passaggio, nel 1973, delle competenze in materia di tutela del patrimonio storico artistico dallo stato alla provincia.
Nel 1981 fu la sede espositiva della sezione d'arte contemporanea del Museo provinciale d'arte. Nel 1998 il parco del palazzo ha ospitato tutte le puntate della 29ª edizione di Giochi senza frontiere.

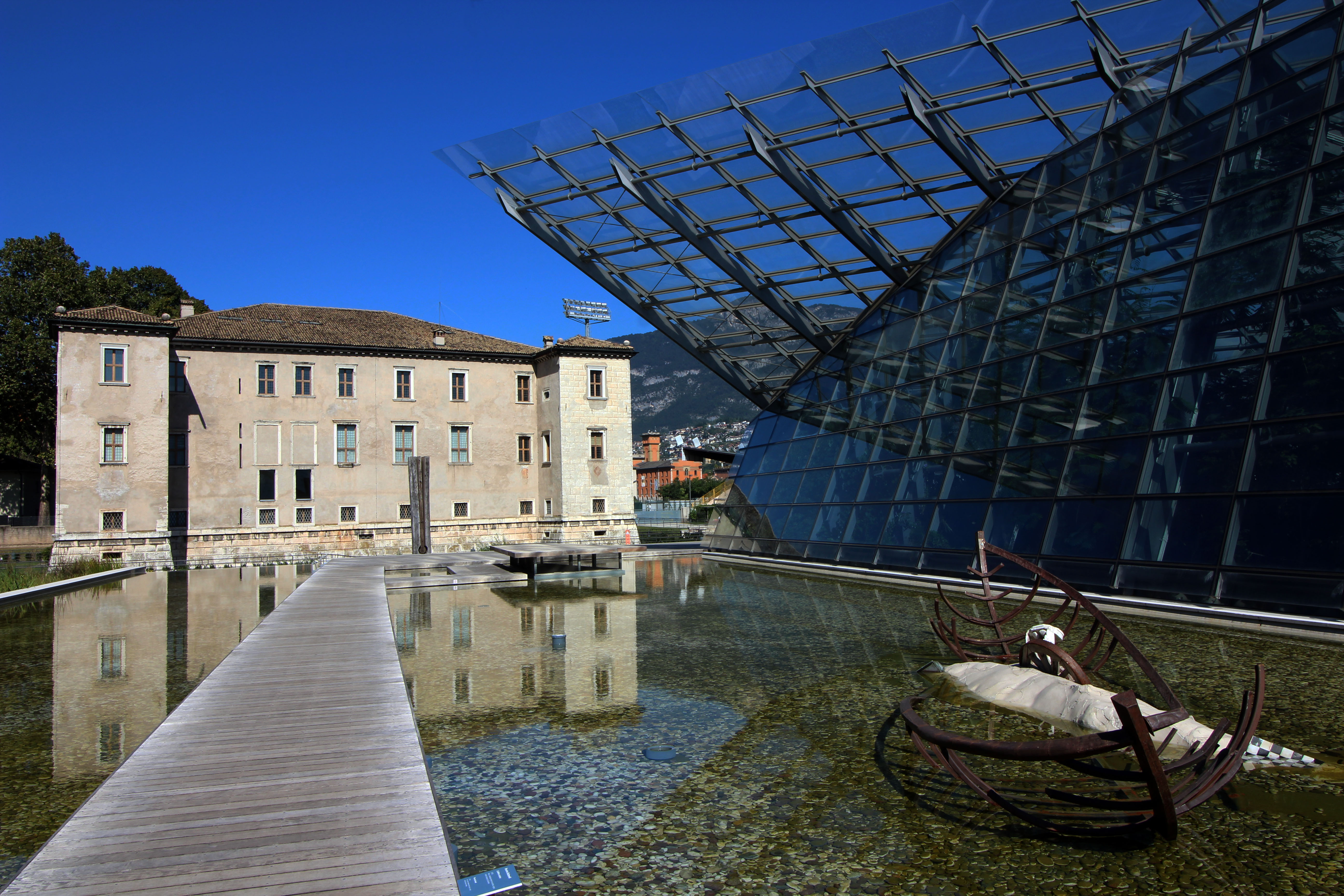
Palazzo delle Albere e il MUSE

Nel 1987 è diventato la sede di Trento del MART, ospitando la parte relativa all'Ottocento del patrimonio artistico museale. Il 1º gennaio 2011 è stato chiuso per restauro. La riapertura al pubblico, inizialmente prevista per il 2012, è stata rimandata. Nel 2013 è stato aperto a fianco il Museo delle Scienze di Trento MUSE. Dal 2015 il Palazzo delle Albere è utilizzato come spazio espositivo per mostre temporanee.